# Парозубчик туфовий
Парозубчик туфовий (Didymodon tophaceus) — вид мохів порядку потіальних (Pottiales).

## Поширення
Батьківщиною є Європа, Африка, Північна Америка, Південна Америка, Азія, Австралія, Нова Зеландія.
Населяє вапняк, вапняний сланець, доломіт, скелі, вологі ділянки, просочування, водоспади, вологу глину; від низьких до помірних висот (0–2000 метрів).

## Характеристика
Рослини від зеленого до оливково-зеленого або рудувато-коричневого кольору. Стебла до 1.5 см. Стеблові листки слабко розпростерті чи рідко притиснуті коли сухі, розпростерті та часто кілеві коли вологі, мономорфні, від яйцеподібних до довгоеліптичних, але іноді яйцювато-ланцетні, адаксіально жолобчасті, 1–2 мм, основа яйцювата, краї загнуті в проксимальній 3/4 листка, цілісні, верхівка від широкогострої до тупої чи округлої, часто в одній колекції, не ламка. Спеціалізованого нестатевого розмноження немає. Коробочкові ніжки 0.7–1.2 см. Коробочка 0.6–1.5 мм. Спори 12–14(20) мкм. Коробочки дозрівають взимку й навесні.